# The Story
The Story è il secondo album in studio della cantante folk rock statunitense Brandi Carlile, pubblicato nel 2007.

## Tracce
1. Late Morning Lullaby (Brandi Carlile) - 3:27
2. The Story (Phil Hanseroth) - 3:58
3. Turpentine (Carlile) - 2:58
4. My Song (Carlile) - 4:28
5. Wasted (Carlile) - 3:47
6. Have You Ever (P. Hanseroth) - 2:32
7. Josephine (Carlile, Tim Hanseroth) - 3:02
8. Losing Heart (Carlile, T. Hanseroth, P. Hanseroth) - 3:35
9. Cannonball (Carlile) - 3:52
10. Until I Die (Carlile) - 4:06
11. Downpour (Carlile) - 3:14
12. Shadow on the Wall (Carlile, T. Hanseroth) - 3:15
13. Again Today (Carlile) - 10:38
  - Include la traccia nascosta Hiding My Heart (T. Hanseroth)